# فرانك ساندون
فرانك ساندون (بالإنجليزية: Frank Sandon)‏ (3 يونيو 1890 – 29 مايو 1979) هو سبّاح من بريطانيا العظمى راحل، مثّل بلاده في الألعاب الأولمبية الصيفية 1912.

## روابط خارجية
فرانك ساندون على موقع أوليمبيديا (الإنجليزية)